# Epitrix intermedia
Epitrix intermedia es una especie de insecto coleóptero de la familia Chrysomelidae. Fue descrita científicamente en 1860 por Foudras.